# Tamioc
Un tamioc est une hachette utilisée comme arme ou comme outil par les Mélanésiens de Nouvelle-Calédonie, les Kanaks.

## Étymologie
Le nom « Tamioc » viendrait d'une déformation du nom Tomahawk. 

## Histoire
D'abord constitué d'un manche de bois et d'une lame de pierre, voire de jade, il est à présent en métal. Ne pas confondre avec l'O'kono, une hache cérémonielle canaque.

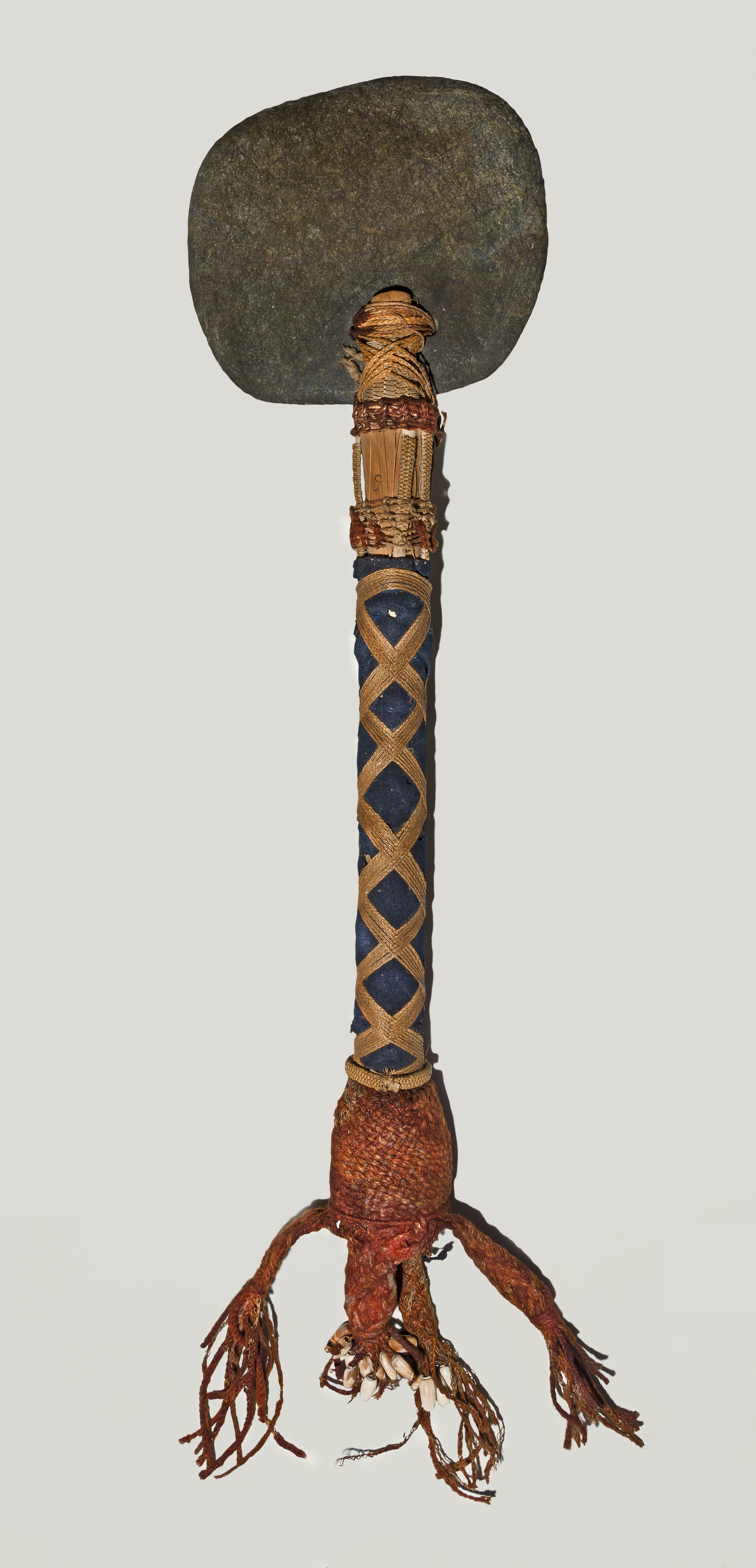
O'kono hache cérémonielle La Foa MHNT.